# Balboa Fun*Zone
Balboa Fun*Zone è un album del gruppo hardcore punk californiano Adolescents, pubblicato nel 1988 dalla Triple X Records.

## Tracce
1. Balboa Fun*Zone (Riot on the Beach) - 3:03
2. Just Like Before - 3:28
3. Instant Karma - 3:14
4. Alone Against The World - 4:19
5. Allen Hotel - 3:26
6. Frustrated - 3:14
7. Genius In Pain - 3:37
8. It's Tatoo Time - 3:34
9. Til' She Comes Down - 4:11
10. Modern Day Napoleon - 3:39
11. I'm A Victim - 4:38
12. Balboa Fun*Zone (It's In Your Touch) - 3:14
13. Runaway - 4:35
14. She Walks Alone - 3:26
15. Surf Yogi - 1:18

## Formazione

### Gruppo
- Rikk Agnew - chitarra, voce
- Paul Casey - chitarra
- Steve Soto - basso, voce
- Sandy Hansen - batteria

### Altri musicisti
- Frank Agnew - chitarra acustica 12 corde
- Chaz Ramirez - organo Hammond
- Mark Mahoney - Tattoo Solo
- Thee Brethren - Percussio Art